# Paul Keres

Estampilla de la URSS conmemorando a Paul Keres (1991).

Paul Keres (Narva, Imperio ruso, 7 de enero de 1916-Helsinki, Finlandia, 5 de junio de 1975) fue un ajedrecista estonio, que después de 1944 compitió bajo la bandera soviética porque la URSS había ocupado y anexado Estonia durante la Segunda Guerra Mundial; uno de los mejores jugadores de ajedrez de todos los tiempos, aunque jamás llegó a ser campeón del mundo. Debido a no ganar nunca el título mundial pese a su enorme talento, en el entorno ajedrecístico se le ha llamado «el eterno campeón sin corona».
Considerado ampliamente un héroe nacional estonio, fue apodado "Pablo el Segundo", "El Eterno Segundo" y "El Príncipe Heredero del Ajedrez".

## Biografía

### Primeros años
Keres nació en la ciudad de Narva (hoy en Estonia), entonces Gobernación de Petrogrado del Imperio ruso, hijo de Peeter y Marie Keres (de soltera Lämmergas).
Keres creció en Pärnu, Estonia. Aprendió a jugar al ajedrez gracias a su padre y a su hermano mayor Harald (posteriormente un destacado físico, quien más tarde contaba chistes amistosos a sus alumnos: "No soy el hermano de Paul; Paul es mi hermano"). Ante la escasez de literatura ajedrecística en su ciudad natal, aprendió sobre la notación ajedrecística a través de los problemas del periódico y compiló una colección manuscrita de casi 1000 partidas. En sus inicios, fue conocido por su brillante y agudo estilo de ataque.
 

Keres fue tres veces campeón colegial de Estonia, en 1930, 1932 y 1933. Su forma de jugar maduró dedicándose al ajedrez por correspondencia mientras estaba en la escuela secundaria. Probablemente en esos años jugó cerca de 500 partidas por correspondencia, y en un momento dado podía mantener 150 partidas simultáneas por correspondencia.  

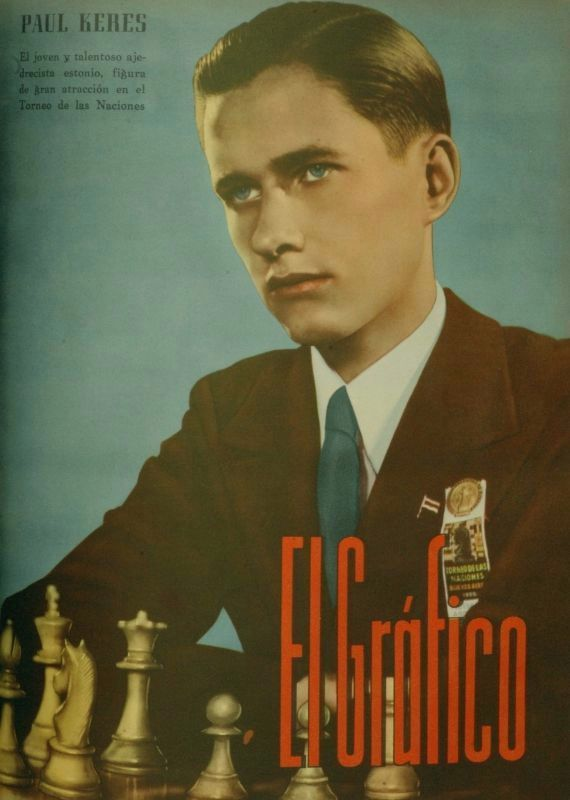
Paul Keres en 1939.

En 1935, con apenas 19 años Keres ganó el campeonato internacional de ajedrez por correspondencia (Internationaler Fernschachbund , IFSB) y ganó el campeonato nacional de Estonia. De 1937 a 1941 estudió matemáticas en la Universidad de Tartu, y compitió en varios torneos interuniversitarios.
También en 1935 Keres saltó a la gran fama mundial cuando compitió exitosamente en la Olimpiada de ajedrez de Varsovia (Polonia), después de ello participó en varios torneos internacionales y logró triunfos sobre grandes maestros como José Raúl Capablanca y Reuben Fine, logrando inclusive empatar con el entonces campeón mundial Alexander Alekhine. También obtuvo muy buena puntuación en la Olimpiada ajedrecística de Estocolmo de 1937.
En 1938, Keres participó en el Torneo AVRO, donde participaban los ocho mejores jugadores de la época, obteniendo el primer lugar sobre los demás jugadores: Alexander Alekhine (campeón mundial vigente), José Raúl Capablanca y Max Euwe (excampeones), Mijaíl Botvinnik (futuro campeón mundial) y como retadores Reuben Fine, Samuel Reshevsky y Salo Flohr. Se suponía que el vencedor de este torneo sería el aspirante al título de campeón del mundo; pero el inicio de la Segunda Guerra Mundial hizo que no se pudieran concluir las negociaciones con el campeón vigente, Alekhine. 

### Crisis de la Segunda Guerra Mundial
Al estallar la Segunda Guerra Mundial Keres se encontraba participando en la Olimpíada de ajedrez de 1939 en Buenos Aires. Permaneció en esa ciudad para jugar en un torneo internacional en el cual empató el primer lugar con Miguel Najdorf con 8½/11 (+7−1=3). De ahí regresó a Europa donde jugó un encuentro a 14 partidas con el ex campeón mundial Max Euwe en Países Bajos, entre diciembre de 1939 – enero 1940. Keres ganó por 7½–6½ (+6−5=3).
Estonia había sido ocupada por la Unión Soviética el 6 de agosto de 1940. Keres jugó su primer campeonato soviético ese año en Moscú (URSS-12), ocupando el cuarto lugar (+9−4=6) delante de Mijaíl Botvinnik, entre otros. 
En junio de 1941 la Alemania nazi invadió la URSS y tras pocos meses de campaña las tropas germanas ocuparon Estonia por tres años, lo cual puso a Keres en difíciles situaciones. Para evitar represalias de las autoridades nazis, aceptó conceder entrevistas a la prensa alemana y participar en los torneos organizados por el Tercer Reich en 1942 (Tallin, Salzburgo, y Múnich), en 1943 (realizados en Praga, Posen, Salzburgo, y Tallin) y en 1944 (cuando ganó un torneo en Madrid), teniendo como principal rival a Alexander Alekhine. La participación de Keres en tales torneos fue utilizada por los nazis como propaganda antisoviética. 
Cuando en septiembre de 1944 el Ejército Rojo expulsa a la Wehrmacht de Estonia, Keres trató en vano de salir de su país. La restauración del gobierno soviético sobre Estonia causó nuevos problemas a Keres pues las autoridades de la URSS le arrestaron por un tiempo tras acusarlo de «traición» por jugar en torneos organizados por el Tercer Reich, pero su negativa a involucrarse en política y su gran fama mundial le libraron de una condena grave. Pese a que no se hallaron pruebas de simpatías fascistas por parte de Keres, el gobierno de la URSS lo mantuvo como sospechoso de «actividad antisoviética» por varios años después de 1945, situación de la cual el propio Keres era consciente.

### Candidato al título mundial

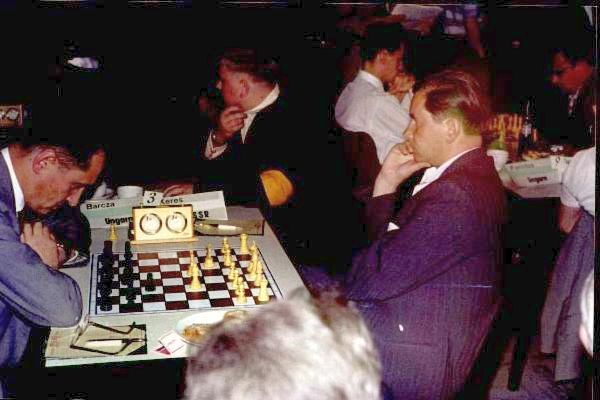
Gedeon Barcza (negras) ante Paul Keres (blancas) en el Campeonato Europeo de Ajedrez de 1961 en Oberhausen, Alemania Occidental.

En 1946 Keres volvió a los torneos internacionales en un partido URSS-Gran Bretaña. En 1948, Keres quedó cuarto en el match-torneo de La Haya-Moscú del que salió el nuevo campeón mundial de ajedrez, el soviético Mijaíl Botvínnik. Keres hizo 10,5 puntos de 20 en el torneo, lo que representó un gran fracaso para él, dado que era uno de los favoritos para alzarse con el trofeo. En paralelo, Keres ganó tres veces el Campeonato de Ajedrez de la URSS en los años 1947, 1950 y 1951, derrotando en cada ocasión a jugadores de muy grande talento como Efim Geller, Tigran Petrosian, Vasili Smyslov, Mijaíl Botvinnik, Yuri Averbakh, David Bronstein, Mark Taimanov, Salo Flohr, Igor Bondarevsky, y Alexander Kotov.
Keres participó en el Torneo de candidatos de la FIDE y luego en el Campeonato Mundial de Ajedrez en cinco ocasiones, calificando como segundo lugar en Zúrich 1953, Ámsterdam 1956, Yugoslavia 1959 y Curazao 1962, aunque perdió el combate en Riga en 1965 contra Boris Spassky y quedó tercero en la clasificación. El hecho de no clasificarse nunca para disputar un encuentro con el título mundial en disputa le ganó el apodo irónico de «Paul el Segundo» (en alusión al zar Pablo I de Rusia) o el de «Eterno Segundo». Posteriores comentarios de los grandes maestros Yuri Averbaj y Boris Spassky apuntaron que entre 1945 y 1953 Keres sufría de una gran presión para mantenerse en forma física y mental, aguantar las sospechas y hostilidad del gobierno de la URSS, evitarse nuevos problemas con la burocracia soviética, y dar prestigio internacional a Estonia, lo cual le impediría ofrecer el máximo rendimiento en instancias decisivas.
Otra de las destacadas actuaciones de Keres fue en las Olimpíadas de ajedrez representando a la URSS en Helsinki 1952, Ámsterdam 1954, Moscú 1956, Múnich 1958, Leipzig 1960, Varna 1962, y Tel Aviv 1964, siendo que en todas ellas el equipo soviético liderado por Keres obtuvo la medalla de oro. Junto con sus actuaciones y triunfos, la maestría de su juego agresivo y su carisma personal le ganaron la admiración de casi todos sus rivales; otros grandes resultados fueron sus triunfos en Mar del Plata 1957 venciendo a Miguel Najdorf, y a la vez terminar tercero en Zürich 1959 empatando allí con Bobby Fischer.
Keres murió repentinamente en Helsinki (Finlandia) de un ataque cardíaco en 1975, al regreso del torneo de ajedrez de Vancouver, que ganó. A su funeral en Tallin acudieron cien mil personas, entre ellos el presidente de la FIDE y excampeón mundial Max Euwe.

## Legado
La web no oficial Chessmetrics establece a Keres en el top ten de los diez mejores jugadores de ajedrez del planeta entre 1936 y 1965, además de uno de los mejores promedios de triunfos en ajedrecistas de toda la historia.   
Un rasgo especial de Keres es que fue uno de los raros jugadores del mundo en tener un récord favorable en sus partidas contra el campeón José Raúl Capablanca. También tuvo un balance favorable de partidas contra los campeones mundiales Max Euwe y Mijaíl Tal, mientras que su balance muestra empates contra Smyslov, Petrosian y Anatoli Karpov. En su larga carrera de casi 40 años, Keres derrotó en torneos oficiales a 8 de los 9 campeones mundiales de ajedrez con quienes se enfrentó, desde Capablanca hasta Bobby Fischer, siendo el único ajedrecista en lograr tal récord, pues las dos veces que jugó contra el futuro campeón Anatoli Karpov la partida acabó en tablas. Otros grandes maestros contra los cuales Keres tuvo récord favorable fueron Reuben Fine, Salo Flohr, Viktor Korchnoi, Efim Geller, Savielly Tartakower, Mark Taimanov, Milan Vidmar, Svetozar Gligorić, Isaac Boleslavsky, Efim Bogoljubov y Bent Larsen.
Al enterarse de la muerte de Keres, Botvínnik dijo: «Esta es la mayor pérdida para el ajedrez desde la muerte de Alekhine». El billete de cinco coronas estonias (cinco krooni) lleva su imagen teniendo como fondo un tablero y piezas de ajedrez. Se ha erigido una estatua de Paul Keres en Tõnismägi, Tallin, la capital estonia. Preguntado sobre el motivo por el cual nunca fue campeón del mundo, Keres respondió «Tuve mala suerte, igual que mi país».